# Stara Krivaja
Stara Krivaja falu Horvátországban Belovár-Bilogora megyében. Közigazgatásilag Đulovachoz tartozik.

## Fekvése
Belovártól légvonalban 55, közúton 67 km-re délkeletre, Daruvár központjától légvonalban 20, közúton 25 km-re északkeletre, községközpontjától 3 km-re keletre, Nyugat-Szlavóniában, a Papuk-hegység északi részén, a Kruškovac-patak völgyében fekszik.

## Története
A régészeti leletek tanúsága szerint területe már a kőkorszakban is lakott volt. Stara Krivaja határában az i. e. 6. évezredben virágzott Starčevo-kultúra leletei kerültek elő. A térség középkori településeit 1542-ben pusztította el a török és csak a 17. század végén szabadult fel a török uralom alól. A kihalt területre a parlagon heverő földek megművelése és a határvédelem céljából a 18. század első felében Bosznia területéről telepítettek be új, szerb anyanyelvű lakosságot. Az első katonai felmérés térképén „Dorf Krivaja” néven találjuk. Lipszky János 1808-ban Budán kiadott repertóriumában „Krivaja (Sztara)” néven szerepel. Nagy Lajos 1829-ben kiadott művében „Krivaja (Nowa és Sztara)” néven 68 házzal 391 ortodox vallású lakossal találjuk. 
A Magyar Királyságon belül Horvát–Szlavónország részeként, Verőce vármegye Verőcei járásának része volt. 1857-ben 189, 1910-ben 263 lakosa volt. 1910-ben a népszámlálás adatai szerint lakosságának 100%-a szerb anyanyelvű volt. Az I. világháború után 1918-ban az új szerb-horvát-szlovén állam, majd később (1929-ben) Jugoszlávia része lett. 1941 és 1945 között a németbarát Független Horvát Államhoz, háború után a település a szocialista Jugoszláviához tartozott. 1991-től a független Horvátország része. 1991-ben lakosságának 99%-a szerb nemzetiségű volt. A délszláv háború idején kezdettől fogva szerb kézen volt. 1991 novemberében az Orkan-91 hadművelettel foglalta vissza a horvát hadsereg. Lakossága elmenekült. A falunak 2001-ben és 2011-ben már nem volt állandó lakossága.

## Lakossága
| Lakosság változása | Lakosság változása | Lakosság változása | Lakosság változása | Lakosság változása | Lakosság változása | Lakosság változása | Lakosság változása | Lakosság változása | Lakosság változása | Lakosság változása | Lakosság változása | Lakosság változása | Lakosság változása | Lakosság változása | Lakosság változása |
| ------------------ | ------------------ | ------------------ | ------------------ | ------------------ | ------------------ | ------------------ | ------------------ | ------------------ | ------------------ | ------------------ | ------------------ | ------------------ | ------------------ | ------------------ | ------------------ |
| 1857               | 1869               | 1880               | 1890               | 1900               | 1910               | 1921               | 1931               | 1948               | 1953               | 1961               | 1971               | 1981               | 1991               | 2001               | 2011               |
| 189                | 415                | 147                | 229                | 291                | 263                | 222                | 274                | 153                | 170                | 159                | 116                | 53                 | 39                 | 0                  | 0                  |